# Mark Eaton
Mark E. Eaton, född 24 januari 1957 i Inglewood i Kalifornien, död 28 maj 2021 i Park City, Utah, var en amerikansk professionell basketspelare. Han avslutade sin karriär 1993. Under sin tid som basketspelare var han 224 cm lång och vägde 132 kg. Eaton var känd för sitt starka försvarsspel.

## Karriär
Få lag var intresserade av Mark Eaton vid NBA:s draft 1982. Slutligen var det Utah Jazz som draftade Eaton som 72:e spelare totalt. Under sin första säsong gjorde han succé tidigt då han fick ta över positionen som center i startfemman från Danny Schayes. Sin första säsong slog han klubbrekord med 275 blockar på 81 matcher. Snittet på 3,40 blockar per match gjorde honom till den tredje bästa blockaren då.
Eaton fortsatte att spela bra under sin andra säsong då han slog sitt eget klubbrekord med 351 blockar och 595 returer på 82 matcher. Då låg bara en person före i listan över flest blockar i snitt per match. Mycket tack vare Mark Eatons försvar tog sig Jazz vidare till slutspelet för första gången.
Den tredje säsongen 1984–1985 blev en fantastisk säsong med 456 blockar, 5.56 per match, vilket gjorde honom till rekordhållare för antalet blockar på en säsong.

## Lag
- Utah Jazz (1982–1993)